# 美濃政市
美濃 政市（みの まさいち、1912年1月7日 - 1988年9月28日）は、日本の政治家。

## 略歴
北海道中川郡池田町出身。池田高等小学校（現・池田町立池田中学校）卒業。
1963年に北海道議会議員選挙に当選して政界入り。1967年の第31回衆議院議員総選挙に旧北海道5区から立候補し初当選した。道議時代及び代議士時代を通じて日本社会党に所属し、総選挙には4期連続当選した。衆議院物価問題等に関する特別委員長等を務め、政界引退後の1982年に勲二等瑞宝章を受章した。
農民運動出身の政治家であり、1948年から32年間幕別町農協組合長を務めた。